# Ligne du Seetal
La ligne du Seetal, nommée d'après la région qu'elle traverse, est une ligne ferroviaire suisse, exploitée par les Chemins de fer fédéraux (CFF). Elle relie les villes de Lenzbourg, dans le canton d'Argovie, à Lucerne.

## Historique

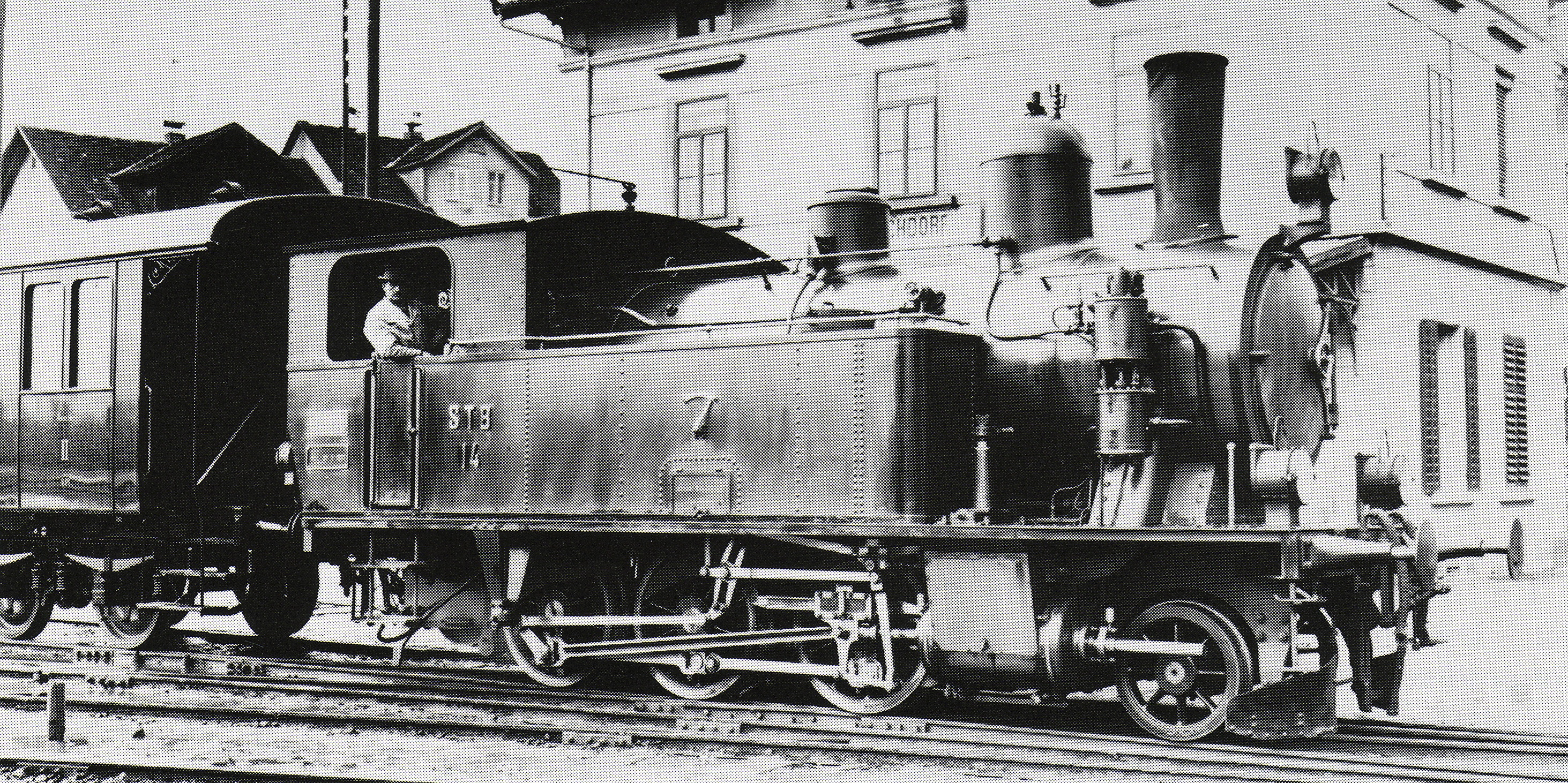
Ed 3/4 Nr. 14 de la STB.

Au début du chemin de fer en Suisse vers 1850, on conçut le projet d'un chemin de fer du Seetal qui relierait l'Allemagne à Lucerne où pour rejoindre la route du Gothard, les voyageurs pouvaient utiliser la navigation sur le lac des Quatre-Cantons. Mais le projet important entre Bâle et Lucerne détermina le passage à travers le Hauenstein et le Wiggertal au lieu de Bözberg, Lenzbourg et Lucerne.
Vingt ans plus tard, en 1871, un comité obtint une concession pour une ligne de chemin de fer entre Lenzbourg et Lucerne, mais les problèmes financiers de l'époque ne permirent pas de réaliser ce nouveau projet. Un ingénieur zurichois, M. Theodor Lutz (de), proposa de construire un chemin de fer sur le bord de la route existante ainsi les coûts d'infrastructure serait moindre. Il fonda le 22 août 1882, la Lake Valey of Switzerland Railway Compagny, domiciliée à Londres au capital de 150 000 livres anglaises.
Après une année de travaux, le premier tronçon Lenzbourg - Emmenbrücke fut inauguré en 1883. À cette époque, le trajet de 50 km, durait environ 3 heures. Puis, en 1887, c'est l'ouverture de l'embranchement Beinwil - Reinach. En 1894, le chemin de fer devint la propriété d'une compagnie suisse la Schweizerische Seethalbahn Aktiengesellschaft (STB) qui prolongea la ligne jusqu'à Wildegg.
L'électrification de la ligne fut achevée le 1er octobre 1910, d'abord en courant alternatif monophasé 5500 V puis dès 1930 au courant des CFF (15000 V, 16 2/3 Hz). La période de 1900 à 1915, fut l'âge d'or de la compagnie du Seetal. Les CFF devinrent propriétaire de cette ligne très rentable, le 1er janvier 1922, dès lors, cette ligne est devenue une ligne secondaire pour les CFF, une des plus lentes de leur réseau.

Panneau routier à Seon démontrant la difficile cohabitation entre le chemin de fer et la route.

## Infrastructure

### Gabarit spécial
La ligne, longeant la route nationale 26, franchissait un très grand nombre passages à niveau non gardés. Pour une meilleure visibilité auprès des automobilistes, certains véhicules moteurs et voitures-pilotes reçurent sur les faces frontales de larges bandes fluorescentes jaunes et orange. Ce fut le cas, entre autres, des six prototypes RBe 4/4 (n° 1401-1406), de fourgons automoteurs De 4/4 rénovés (n° 1661-1668), et de quelques automotrices Be 4/6 (n° 1607), Ae 6/6 (n° 11409 et 11427) et Re 4/4 II de la première série (n° 11128).
Malgré cela, de trop nombreux accidents furent recensés, il fallait assainir la ligne. Mais en de nombreux endroits il n'était plus possible de poser des treuils de barrière sans engager le gabarit. Afin de limiter les coûts, il fut alors décidé de réduire ce gabarit ! L'on mit en service les rames RABe 520 de type Stadler GTW construite avec une largeur maximale de 2,650 mètres, inférieure au gabarit habituel de 3 mètres, permettant le début des travaux d'assainissement. Désormais, seules les RABe 520 dites Seetaler peuvent circuler entre Lenzburg-Spitzkehre et Hitzkirch.
En 2023, les CFF lancent un appel d'offres pour de nouveaux trains à un seul niveau, avec une caisse plus étroite, 2,650 mètres maximum que les autres trains régionaux des CFF. Le véhicule doit également avoir deux hauteurs d'entrées différentes pour permettre l'entrée des personnes handicapées et une mise en service en 2029. Ils procèdent finalement à une commande pour dix véhicules, avec une option pour dix supplémentaires.

### Tronçons fermés

#### Wildegg – Lenzbourg
Initialement, elle avait pour origine Wildegg, gare située sur la ligne principale Berne – Olten – Zurich HB, avec un raccordement à Lenzbourg. Mais le tronçon Wildegg – Lenzburg ne s’avérât pas rentable et fut fermé à l'exploitation le 3 juin 1984.

#### Branche de Beromünster
Le tronçon entre Beinwil am See et Beromünster ne se montrait également plus rentable, il fut fermé au trafic voyageur le 31 mai 1992, puis au trafic marchandise le 30 juin 2001 et déferré. La plateforme ferroviaire entre Reinach et Menziken a été reprise en 2002 par l'AAR pour la voie métrique du Wynentalbahn, déplaçant ainsi sur site propre un des derniers tronçons sur route de la ligne.
À noter le raccordement entre les deux branches à Beinwil am See : le train en provenance de Beromünster arrivait derrière le bâtiment de gare et devait refouler par un mouvement de manœuvre pour atteindre les quais situés devant le bâtiment.

#### Waldibrücke – Emmenbrücke
La traversée d'Emmen s’avérait trop chère à assainir ; de plus, l'entrée en gare d'Emmenbrücke, jonction avec la ligne Olten – Lucerne n'était pas pratique : la voie se raccordait au milieu de la gare, en direction d'Olten.  Les trains venant du Seetal devaient refouler pour pouvoir être à quai, puis le mécanicien de locomotive devait remonter toute la rame pour changer de cabine, afin de repartir en direction de Lucerne. 
Il fut donc décidé de construire un nouveau tronçon qui se raccorderait à la ligne Olten – Lucerne à Emmenbrücke-Gersag, évitant ainsi un rebroussement aux trains. Le changement s'opéra dans la nuit du 22 au 23 mai 1998.
La partie supérieure de la ligne, entre Waldibrücke et Emmenfeld, est actuellement encore utilisée comme embranchement particulier afin de desservir le site de l'usine de RUAG Aviation conjoint à l'aérodrome d'Emmen.

## Sauvegarde historique
Afin de préserver le patrimoine historique du Seetalbahn ou Seethalbahn (ancien nom de la vallée avant 1901), une association a été créée en 1983 : Historische Sethalbahn.